# Lista de aeroportos do Haiti
Esta é uma lista dos aeroportos do Haiti, classificados por localidade.
| Localidade     | ICAO | IATA | Nome do Aeroporto                            |
| Cabo Haitiano  | MTCH | CAP  | Aeroporto Internacional de Cabo Haitiano     |
| Jacmel         | MTJA | JAK  | Aeroporto de Jacmel                          |
| Jérémie        | MTJE | JEE  | Aeroporto de Jérémie                         |
| Les Cayes      | MTCA | CYA  | Aeroporto de Les Cayes                       |
| Porto Príncipe | MTPP | PAP  | Aeroporto Internacional Toussaint Louverture |
| Port-de-Paix   | MTPX | PAX  | Aeroporto de Port-de-Paix                    |